# Centro studi e archivio della comunicazione
Il Centro studi e archivio della comunicazione (noto anche con l'acronimo di CSAC) è un centro di ricerca dell'Università di Parma fondato dal professor Carlo Arturo Quintavalle nel 1968. Fin dai suoi primi anni l’attività è volta alla costituzione di una raccolta di archivi di arte, fotografia, architettura, design, moda e grafica, all’organizzazione di esposizioni e alla pubblicazione dei cataloghi.
Attualmente suo compito istituzionale è la raccolta, conservazione, catalogazione e promozione del patrimonio culturale. Svolge anche un’attività di consulenza scientifica, di supporto alla didattica, di ricerca e progetta e organizza mostre: al suo attivo ha oltre 100 esposizioni e altrettante pubblicazioni.
Dal 2007 ha sede presso l’Abbazia di Valserena, conosciuta anche come “Certosa di Paradigna”, a pochi chilometri da Parma. È strutturato in cinque sezioni - Arte, Fotografia, Media, Progetto, Moda – all'interno delle quali sono conservati circa 12 milioni di pezzi. 
Dal 23 maggio 2015 il centro è stato trasformato in un nuovo spazio multifunzionale che mantiene le funzioni di Archivio e Centro di Ricerca, affiancandogli un Museo aperto al pubblico.

## Storia
Il Centro studi e archivio della comunicazione è nato dall'esigenza di formare delle raccolte d'arte seguendo i modelli delle collezioni Statunitensi, viste di persone dallo stesso Quintavalle e cercando di integrare nuove prospettive di ricerca. I primi nuclei della raccolta, sono stati costituiti da dipinti, in particolare di Pop art ed Arte informale, e da archivi fotografici, nello specifico quello storico dello Studio fotografico Vasari proveniente da Roma, di Villani proveniente da Bologna e quello dello studio Stefani proveniente da Milano.
La prima sezione denominata "Progetto" è inaugurata nel 1980 nell'ambito di un convegno al quale partecipano alcuni dei principali progettisti italiani. Tale sezione, che all'epoca contava una raccolta di 400.000 pezzi (e che attualmente ne annovera circa un milione e mezzo), era costituita prevalentemente da schizzi, disegni, modelli e oggetti di design.
La raccolta in seguito apre altre sezioni che affiancano quella "Arte" e quella "Progetto": la sezione "Fotografia", quella dedicata ai "Media" e quella dedicata allo "Spettacolo".
Originariamente il CSAC ha avuto sede nel Palazzo della Pilotta, che ben presto si dimostra insufficiente per contenere le varie raccolte che si sono arricchite negli anni di collezioni e donazioni da parte di soggetti diversi. In particolare si è andata costituendo una sezione dedicata alla Moda con oltre 70.000 disegni originali dei principali stilisti italiani, da Giorgio Armani a Gianfranco Ferré, a Krizia, le Sorelle Fontana, Pino Lancetti, Franco Moschino, Gianni Versace, e una sezione dedicata all'Architettura con oltre 1.500.000 di progetti e disegni, di architetti quali ad esempio Alpago Novello, De Finetti, Ignazio Gardella, Roberto Menghi, Pier Luigi Nervi, Gio Ponti, Carlo Enrico Rava, Giuseppe Samonà e di designer come Mario Bellini, Achille e Pier Giacomo Castiglioni, Enzo Mari, Alessandro Mendini, Bruno Munari, Marcello Nizzoli, Paolo Rosselli, Roberto Sambonet, Afra e Tobia Scarpa, Ettore Sottsass Jr. Le collezioni di arte ad oggi rappresentano uno spaccato del panorama della cultura artistica italiana del secondo dopoguerra: il realismo di Renato Guttuso, l’astrazione di Carla Accardi, Emilio Scanavino, Mario Radice, Nicola Carrino, l’informale di Giuseppe Santomaso e Arnaldo Pomodoro, l’arte povera con Mario Ceroli e Luciano Fabro, il concettuale di Alighiero Boetti e Giulio Paolini. Ad oggi la Sezione Arte contiene oltre 1.700 dipinti, 300 sculture, 17.000 disegni e una consistente bibliografia e documentazione legata a molti fondi. Per quanto riguarda la fotografia si è così costituito un fondo di oltre 6 milioni di pezzi tra fotografie originali, lastre e negativi tra i quali sono conservate le opere di fotografi come Gianni Pezzani, Man Ray, Nino Migliori, Ugo Mulas, Mario Giacomelli, Mario Cresci, Giovanni Chiaramonte, Uliano Lucas, Luigi Ghirri. Oltre a donazioni di singoli autori, sono presenti importanti archivi come Farm Security Administration (Dorothea Lange, Walker Evans, Ben Shahn ed altri), Stefani, Orlandini, Villani, Publifoto, Vasari, di fotografia ottocentesca dai dagherrotipi alle stampe all’ albumina, e di una raccolta di apparecchi fotografici di decine di pezzi. Attualmente consta in oltre 300 fondi, più di 9.000.000 di immagini, dal 1840 ad oggi. Nella sezione "Media" sono conservati invece archivi dedicati a bozzetti di manifesti e manifesti cinematografici di autori come Anselmo Ballester, Manfredo Acerbo, Angelo Cesselon, Averardo Ciriello, Dante Manno, archivi di disegni di autori di satira, fumetto e illustrazione come Tullio Pericoli e Alfredo Chiappori, quelli del gruppo de “Il Male” (Angese, Giuliano, Perini, Vincino), quelli del gruppo di “La Repubblica” (Bevilacqua, Bucchi, Alain Denis, Valerio Eletti, Jezek, Micheli). Per quanto riguarda la grafica sono stati donati allo CSAC importanti fondi di Erberto Carboni, Giancarlo Iliprandi, Sepo, Pino Tovaglia e Armando Testa.
I materiali vengono quindi trasferiti nel 1989 nel Padiglione Nervi e successivamente nel 2006 nella sede definitiva della Abbazia di Valserena. Il Centro studi ha così a disposizione oltre 8.000 metri quadri, all'interno dei quali trovano spazio dipinti, fotografie, lastre originali e negativi originali, disegni, plastici, modelli, oggetti per un totale di circa 12 milioni di pezzi.
Dopo una seconda parte di lavori di restauro, dopo quelli del 2015 che hanno portato all'apertura di uno spazio espositivo all'interno dell'Abbazia, dal febbraio 2020 lo CSAC affianca agli spazi destinati ad archivio e ricerca una serie di spazi per le mostre e le collezioni aperti al pubblico.